# Koori
 (octobre 2016).
Si vous disposez d'ouvrages ou d'articles de référence ou si vous connaissez des sites web de qualité traitant du thème abordé ici, merci de compléter l'article en donnant les références utiles à sa vérifiabilité et en les liant à la section « Notes et références ».

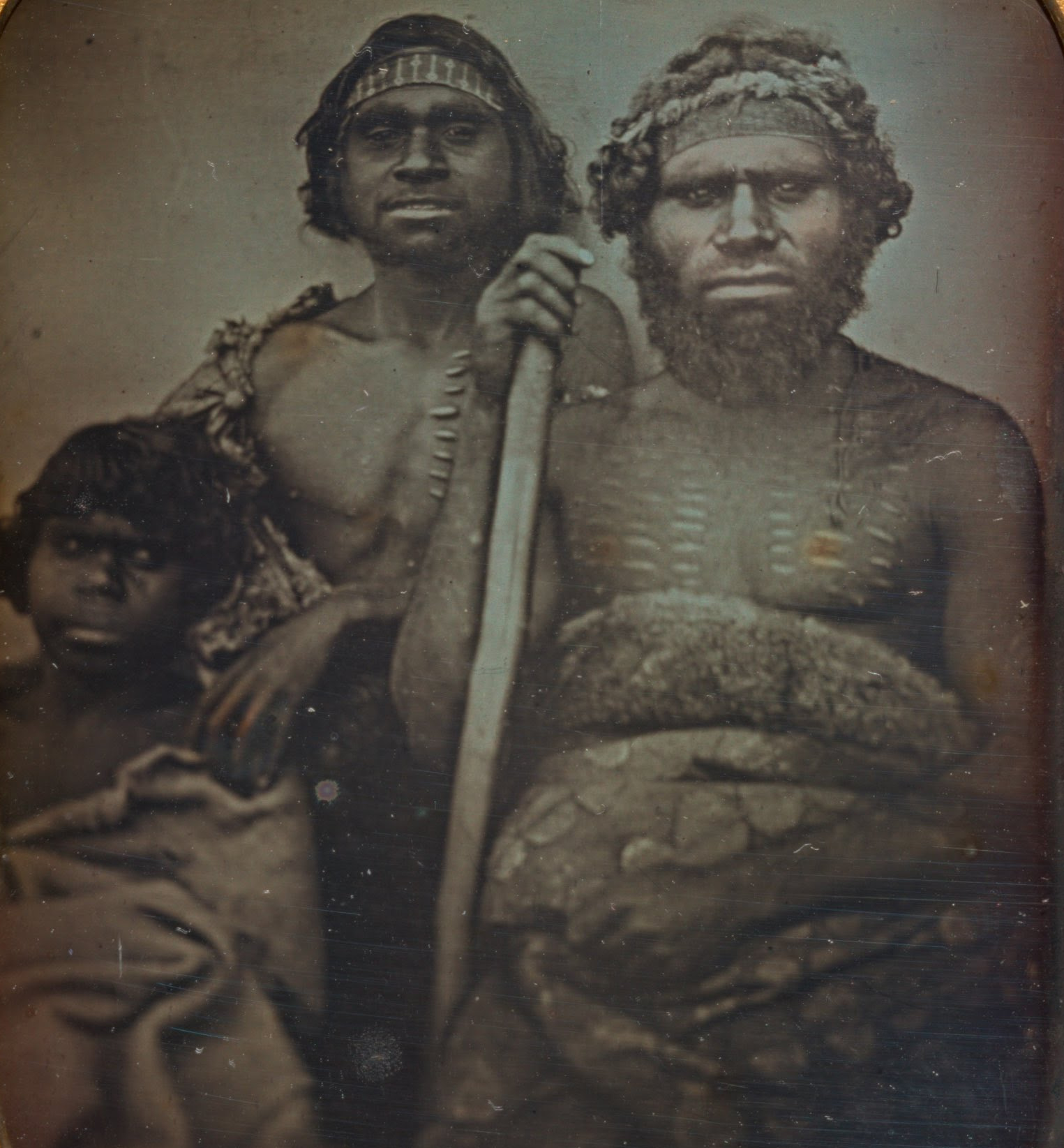
Daguerréotype titré "Groupe d'hommes Koori" (aux environs de 1847) ; conservé par la National Gallery of Victoria

Les Koori sont un ensemble de peuples aborigènes originaires du Sud-Est de l'Australie : Wurundjeri, Dantgurt, Bunurong, Cummeragunja (en), Framlingham ou Coranderrk (en).

## Histoire et étymologie
Le terme « koori » provient de l'awabakal et signifie « notre peuple » (gurri). Koori a parfois été employé pour désigner tous les aborigènes de la région au sens large. Le terme est rapporté par les Anglais en 1834. Ce n'est que dans les années 1960 que les Aborigènes du Sud l'adoptèrent pour se désigner de façon « générique » en remplacement des appellations utilisées par les Blancs. 